# Freshwater Place North
Freshwater Place North — хмарочос в Мельбурні, Австралія. Висота 63-поверхової вежі становить 205 метрів. Будівництво було розпочато в 2002 і завершено в 2005 році. Проект було розроблено австралійським архітектурним бюро Bates Smart. Будинок є частиною комплексу Freshwater Place, котрий складається з трьох хмарочосів.